# 2. A HOL za muškarce 2014./15.
2.A hrvatska odbojkaška liga je predstavljala drugi rang odbojkaškog prvenstva Hrvatske za muškarce u sezoni 2014./15. Sudjelovalo je 28 klubova raspoređenih u četiri skupine.

## Ljestvice

### Centar
| mj  | klub                  | ut | pob | por | set+ | set- | bod |
| --- | --------------------- | -- | --- | --- | ---- | ---- | --- |
| 1.  | Čazma                 | 18 | 15  | 3   | 47   | 16   | 44  |
| 2.  | Nepomuk Stupnik       | 18 | 12  | 6   | 40   | 20   | 37  |
| 3.  | Medicinar Zagreb      | 18 | 13  | 5   | 43   | 25   | 36  |
| 4.  | Centrometal II Črečan | 18 | 12  | 6   | 41   | 26   | 36  |
| 5.  | Quirin Sisak          | 18 | 9   | 9   | 37   | 28   | 30  |
| 6.  | Daruvar               | 18 | 10  | 8   | 34   | 32   | 30  |
| 7.  | Petrinja              | 18 | 9   | 9   | 32   | 37   | 25  |
| 8.  | Mladost II Zagreb     | 18 | 7   | 11  | 28   | 39   | 21  |
| 9.  | Trnje Zagreb          | 18 | 3   | 15  | 15   | 47   | 8   |
| 10. | Sisak II              | 18 | 0   | 18  | 7    | 54   | 7   |

### Istok
| mj | klub                     | ut       | pob      | por      | set+     | set-     | bod      |
| -- | ------------------------ | -------- | -------- | -------- | -------- | -------- | -------- |
| 1. | Željezničar Osijek       | 14       | 14       | 0        | 42       | 4        | 40       |
| 2. | Valpovka (Valpovo)       | 14       | 9        | 5        | 33       | 17       | 29       |
| 3. | Sokol Požega             | 14       | 7        | 7        | 26       | 24       | 22       |
| 4. | Zrinski Nuštar           | 14       | 7        | 7        | 25       | 25       | 21       |
| 5. | Mursa II Osijek          | 13       | 7        | 6        | 24       | 23       | 20       |
| 6. | Vukovar                  | 13       | 6        | 7        | 18       | 24       | 17       |
| 7. | Mursa III Osijek         | 14       | 4        | 10       | 18       | 33       | 12       |
| 8. | Borovo - Vukovar II      | 14       | 1        | 13       | 3        | 39       | 3        |
|    | Brod II (Slavonski Brod) | odustali | odustali | odustali | odustali | odustali | odustali |

### Jug
Sudionici:
- Dubrovnik 2001
- Mladost Marina Kaštela II, Kaštel Lukšić
- Split
- Šibenik II
- Zadar II

### Zapad
| mj | klub         | ut | pob | por | set+ | set- | bod |
| -- | ------------ | -- | --- | --- | ---- | ---- | --- |
| 1. | Mlaka Rijeka | 6  | 6   | 0   | 18   | 3    | 17  |
| 2. | Rijeka II    | 6  | 3   | 3   | 12   | 9    | 10  |
| 3. | Rovinj II    | 6  | 3   | 3   | 9    | 10   | 9   |
| 4. | Opatija      | 6  | 0   | 6   | 1    | 18   | 0   |

### Kvalifikacije za 1.A HOL
Igrano u Čazmi, 1. – 3. svibnja 2015.
| mj | klub               | ut | pob | por | set+ | set- | bod |
| -- | ------------------ | -- | --- | --- | ---- | ---- | --- |
| 1. | Čazma              | 2  | 2   | 0   | 6    | 2    | 5   |
| 2. | Željezničar Osijek | 2  | 1   | 1   | 5    | 4    | 4   |
| 3. | Split              | 2  | 0   | 2   | 1    | 6    | 0   |

## Poveznice
- 1.A liga 2014./15.
- Kup Hrvatske 2014.